# Forma de l'Univers
La forma de l'Univers és un nom informal d'un tema d'investigació que cerca determinar la morfologia de l'Univers dins de la cosmologia física, que és la ciència encarregada d'estudiar l'origen, l'evolució i la destinació de l'Univers. Els cosmòlegs i els astrònoms descriuen la geometria de l'Univers incloent dues modalitats: la geometria local, és a dir, aquella referida a la forma de l'univers observable, i la geometria global que tracta de descriure l'espaitemps de l'Univers complet. El seu estudi està vagament dividit en —entre d'altres disciplines científiques— curvatura i topologia, encara que estrictament parlant la seva investigació inclogui a tots dos temes relacionat.

## Geometria local (curvatura espacial)
La geometria local (curvatura espacial) és la que correspon a la curvatura que descriu qualsevol punt arbitrari en l'univers observable (fet una mitjana sobre una escala prou grossa). Moltes observacions astronòmiques, tals com les d'una supernova i les de la radiació de fons de microones, mostren un univers observable bastant homogeni i isòtrop, i es dedueix que la seva expansió s'està accelerant. En la Relativitat General, això està modelat per la Mètrica de Friedman-Lemaître-Robertson-Walker (FLRW). Aquest model, que pot ser representat per les Equacions de Friedmann, proporciona una curvatura (sovint anomenada geometria) de l'Univers basat en les matemàtiques de la dinàmica dels fluids, per exemple modelant la matèria dins de l'Univers com un fluid perfecte. Encara que els estels i grans estructures poden ser descrites com uns "gairebé model FLRW",és a dir que suposa homogeneïtat i isotropia i que s'assumeix que el component espacial de la mètrica pot ser depenent del temps, estrictament un model FLRW és usat per aproximar la geometria local de l'univers observable.
Un altre camí per establir la geometria local proposa que, si totes les formes d'energia fosca són ignorades, llavors la curvatura de l'Univers pot ser determinada mesurant la densitat mitjana de la matèria que hi està a dins, assumint que tota la matèria està distribuïda uniformement (més aviat que les distorsions són causades per objectes 'densos' com a galàxies). Aquesta suposició és justificada per les observacions que, quan l'Univers és "feblement" heterogeni, està sobre la mitjana homogènia i isòtrop. L'Univers homogeni i isòtrop dona pas a una interpretació de la geometria espacial amb una curvatura constant. Un aspecte de la geometria local, sorgida de l'aplicació de la Relativitat General i el model de FLRW, és que el paràmetre de densitat, Omega (Ω), està relacionat amb la curvatura d'espai. Omega és la densitat mitjana de l'Univers dividida per la densitat de l'energia crítica, és a dir la requerida perquè l'Univers sigui pla (sense curvatura). La curvatura d'espai és una descripció matemàtica que es planteja si la hipòtesi del teorema Pitagòric és realment el vàlida per ser aplicada en coordenades espacials. En aquest supòsit, el teorema proporciona una fórmula alternativa per expressar relacions locals entre distàncies.
Si la curvatura és zero, llavors Ω = 1, i el teorema de Pitàgores és correcte. Si per contra Ω > 1, hi haurà una curvatura positiva, i si Ω < 1, hi haurà una curvatura negativa; en qualsevol d'aquests dos casos el teorema de Pitàgores seria incorrecte (però les discrepàncies només es poden detectar en els triangles les longituds dels quals dels seus costats són d'una escala cosmològica). Si es mesuren les circumferències dels cercles de diàmetres regularment més grans i es divideixen l'antic pel posterior, les tres geometries ens donen el valor π per als diàmetres prou petits, però el radi no deixa de ser π per a diàmetres més grans, tret que π = 1. Para Ω > 1 (l'esfera, veure diagrama) el radi és menor que π: de fet, un gran cercle en una esfera té una circumferència solament dues vegades el seu diàmetre. Per a Ω < 1, la relació de transformació puja sobri π.
Les mesures astronòmiques de la densitat de la matèria-energia dels intervals de l'Univers i de l'espaitemps que usen esdeveniments de la supernova obliguen la curvatura espacial per estar molt prop de zero, encara que no obliguen la seva mostra. Això significa que les geometries locals són generades per la Teoria de la relativitat basada en intervals d'espaitemps, i es poden aproximar a la Geometria Euclidiana.

### Geometries locals
Existeixen tres categories per a les possibles geometries espacials de curvatura constant, depenent del signe de la curvatura. Si la curvatura és exactament zero, llavors la geometria local és plana; si és positiva, llavors la geometria és esfèrica, i si és negativa llavors la geometria local és hiperbòlica.

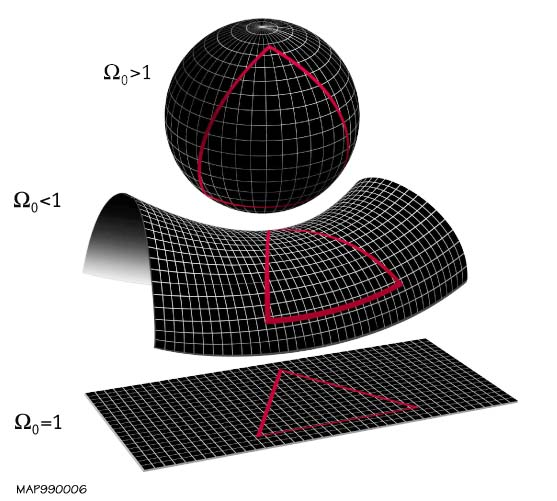
La geometria local de l'Univers es determina aproximadament si Omega és menys que, igual a o major d'1. D'a dalt cap avall: un univers esfèric ("riemannià" o de curvatura positiva), un univers hiperbòlic ("lobachevskià" o de curvatura negativa), i un univers pla o de curvatura 0.

La geometria de l'Univers està usualment representada en el sistema de distància apropiada, segons el qual l'expansió de l'Univers pot ser ignorada.

Les coordenades de la distància apropiada formen un sol marc de referència segons el qual l'Univers posseeix una geometria estàtica de tres dimensions espacials.
Assumint que l'Univers és homogeni i isòtrop, la curvatura de l'univers observable, o de la geometria local, està descrita en una de les tres geometries "primitives":
- geometria euclidiana de 3 dimensions, anotada generalment com I³;
- geometria esfèrica de 3 dimensions amb una petita curvatura, anotada generalment com a S³;
- geometria hiperbòlica de 3 dimensions amb una petita curvatura, generalment anotada com a H³;

Fins i tot, si l'Univers no és exactament pla, la curvatura espacial està el bastant prop de zero com per posar el radi aproximadament en l'horitzó de l'univers observable, o més enllà.
En la geometria clàssica euclidiana, el cinquè postulat porta a aquestes conclusions: per un punt solament pot passar una recta paral·lela (de fet la definició típica de paral·lela és la d'una recta que mai es troba amb una altra). D'això també es conclou que la suma dels angles interns dels triangles és sempre = 180°
En la geometria esfèrica és possible que sobre un punt fix no passi cap paral·lela i la suma dels angles interns dels triangles sigui de més de 180° (>180°).
En la geometria hiperbòlica és possible que sobre un punt passin dues paral·leles i que la suma dels angles interiors dels triangles sigui menor de 180° (<180°).

## Geometria global
La geometria global cobreix la geometria, en particular la topologia, de tot l'univers observable i més enllà d'ell. Quan la geometria local no aconsegueix determinar la geometria global completament, això limita les possibilitats, particularment sent una geometria d'una curvatura constant. Per a una geometria espacial plana, es pensava que l'escala de qualsevol característica de la topologia seria arbitrària, encara que una investigació més recent suggereix que les tres dimensions espacials poden tendir a igualar-se en longitud. L'escala de la longitud d'una geometria plana pogués o no ser directament detectada. Per a les geometries hiperbòliques i esfèriques, la probabilitat de la detecció de la topologia per l'observació directa depèn de la curvatura espacial. Usant el radi d'aquesta curvatura o la seva invers multiplicativo com una escala, una curvatura petita de la geometria local, amb un radi corresponent a una curvatura major que l'horitzó observable, fa la topologia difícil o impossible de detectar si la curvatura és hiperbòlica. Una geometria esfèrica amb una petita curvatura (gran ràdio o curvatura) no fa difícil la detecció.
Dues investigacions que se superposen fortament dins de l'estudi de la geometria global són:
- si l'Univers és infinit en extensió o és un espai compacte o finit.
- si l'Univers té una topologia de connexió simple o no simple.

### Compacitat de la forma global
Un espai compacte és una definició topològica general que abasta la noció més aplicable d'un espai mètric limitat. En models cosmològics, cal o un o tots dos dels següents postulats: l'espai té una curvatura positiva (com una esfera), i/o si està connectat de manera múltiple, o, més estrictament, no-simplement connectat
Si la 3-varietat d'una secció espacial de l'Univers és compacta llavors, com en una esfera, les línies "rectes" (en el real, geodèsiques) que assenyalen en certes direccions, quan s'estenen prou lluny en la mateixa adreça arribaran al punt de partida i l'espai tindrà un "volum" o "escala" que es pot definir. Si la geometria de l'Univers no és compacta, llavors és infinita en extensió amb camins infinits d'adreça constant que, generalment no tornen i l'espai no té un volum que es pugui definir, com en el pla euclidiano
Si la geometria espacial és esfèrica, la topologia és compacta. Si no, per a una geometria espacial plana o hiperbòlica, la topologia pot ser o compacta o infinita.

### Univers pla
En un univers pla, totes les curvatures locals i la geometria local són planes. En general, pot ser descrita per l'espai euclidià, no obstant això hi ha algunes geometries espacials que són planes i limitades en una o més adreces. Això inclou, en dues dimensions, el cilindre, el toro, i la banda de Möbius. Espais similars en tres dimensions (com l'ampolla de Klein) existeixen també.
Els últims mesuraments de la curvatura de l'espai, realitzades per la missió espacial europea Planck, mostren que ?K, el valor d'aquesta, és 0.000±0.005, la qual cosa és coincident amb un Univers pla.

### Univers esfèric

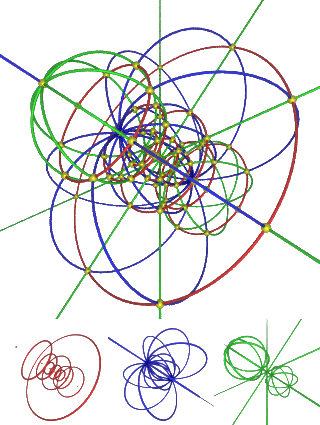
Geodèsiques al llarg d'una hiperesfera.

Un Univers possiblement corb està descrit per la geometria esfèrica, i pot ser pensat com una hiperesfera tridimensional.
Un dels esforços en l'anàlisi de la informació de la WMAP (Wilkinson Microwave Anisotropy Probe) és detectar un múltiple adossat mutu d'imatges de l'Univers distant en la radiació de fons de microones còsmiques. Assumint que la llum posseeix prou temps des del seu origen per viatjar per un univers limitat, moltes imatges poden ser observades. Quan els resultats i l'anàlisi no corresponen a una topologia limitada, i si l'Univers és limitat, llavors la curvatura espacial és petita, tal com la curvatura espacial de la Terra és petita en un entorn de, per exemple, un radi de cent metres, però ha de ser tinguda en compte amb un horitzó de mil quilòmetres o més. Generalment -encara que no absolutament- la idea d'un univers de geometria esfèrica és associada amb la d'un univers finit (que té un punt de conclusió espai temporal).
Basat en anàlisi de la informació de la WMAP, durant el 2004-2006 els cosmòlegs es van concentrar en la conjectura de Poincaré, però també van considerar les topologies de banya per ser compatible amb la informació.

### Univers hiperbòlic
Un univers hiperbòlic (freqüent però confusament anomenat "obert") està descrit per la geometria hiperbòlica, i pot creure's com un equivalent tridimensional d'una forma d'una muntura infinitament estesa. Per a la geometria local hiperbòlica, varis dels possibles espais tridimensionals són informalment cridats topologies de banya.
El destinació última de l'Univers obert és que es continuarà expandint per sempre, acabant en una mort freda de l'Univers, un Big Freeze o un Big Rip. Aquesta topologia és consistent amb les mesurades astrofísiques fetes en els últims anys dels 90. Encara que també pot acabar en un Big Crunch.